# Arnell (adelsätt)
Arnell är en svensk adelsätt vars stamfader var handelsmannen och rådmannen i Hudiksvall, Lars Jonsson (1598–1669), född i Arnö i Rogsta socken, idag Hudiksvalls kommun. Hans son superintendenten i Karlstads stift Jonas Laurentii Arnell (1642–1707) tog släktnamnet Arnell efter faderns födelseplats Arnö. Av dennes tre söner adlades 1743 två för faderns förtjänster med bibehållet namn och introducerades på Riddarhuset på nummer 1885. Den tredje sonen, Lars Arnell den äldre (1689–1742), var liksom fadern präst och adlades inte. Hans fyra söner adlades däremot 1756 med bibehållet namn och introducerades 1778 på samma nummer som sina farbröder.
Konstnären Helena Arnell (1697–1751), gift Gezelius, var dotter till Jonas Laurentii Arnell. Hon tillhörde alltså den ofrälse delen av släkten.
Militären och ämbetsmannen Lars Arnell den yngre (1781–1856), som efter ekonomiska oegentligheter flyttade till Finland, var sonson till prästen Lars Arnell den äldre.
I den därpå följande generationen av adelsätten ingick endast en person av manligt kön, som uppnådde vuxen ålder, nämligen majoren Gustaf Fredrik Arnell (1813–1897). Denne var kusinbarn till Lars Arnell den yngre. Av Gustaf Fredrik Arnells söner utvandrade två till USA, medan den tredje Nils Fredrik Jonas, Arnell (1857–1938) dog barnlös i Sverige. Ätten är därmed inte representerad på svenska riddarhuset.